# 1076
| 1076               |
| ------------------ |
| Dødsfald - Fødsler |
|                    |

| Gregoriansk kalender | 1076 MLXXVI             |
| Ab urbe condita      | 1829                    |
| Armensk kalender     | 525 ԹՎ ՇԻԵ              |
| Kinesiske kalender   | 3772 – 3773 乙卯 – 丙辰 |
| Etiopisk kalender    | 1068 – 1069             |
| Jødisk kalender      | 4836 – 4837             |
| Hindukalendere       |                         |
| - Vikram Samvat      | 1131 – 1132             |
| - Shaka Samvat       | 998 – 999               |
| - Kali Yuga          | 4177 – 4178             |
| Iransk kalender      | 454 – 455               |
| Islamisk kalender    | 468 – 469               |

Konge i Danmark: Svend Estridsen 1047-1076 derefter Harald 3. Hen 1076-1080
Se også 1076 (tal)

## Begivenheder
- På et møde ved Isøre kåres Harald Hen til konge af Danmark.

## Dødsfald
- 21. marts – Robert 1. af Burgund. Hertug af Burgund fra 1032 (født ca. 1011).
- 28. april – Svend Estridsen. Konge af Danmark fra 1047 (født ca. 1019).